# Kościół Wniebowstąpienia Pańskiego w Poznaniu
Kościół Wniebowstąpienia Pańskiego – rzymskokatolicki kościół parafialny zlokalizowany w Poznaniu na winogradzkim osiedlu Wichrowe Wzgórze. Od 2017 r. wielkopostny kościół stacyjny.

## Historia i architektura

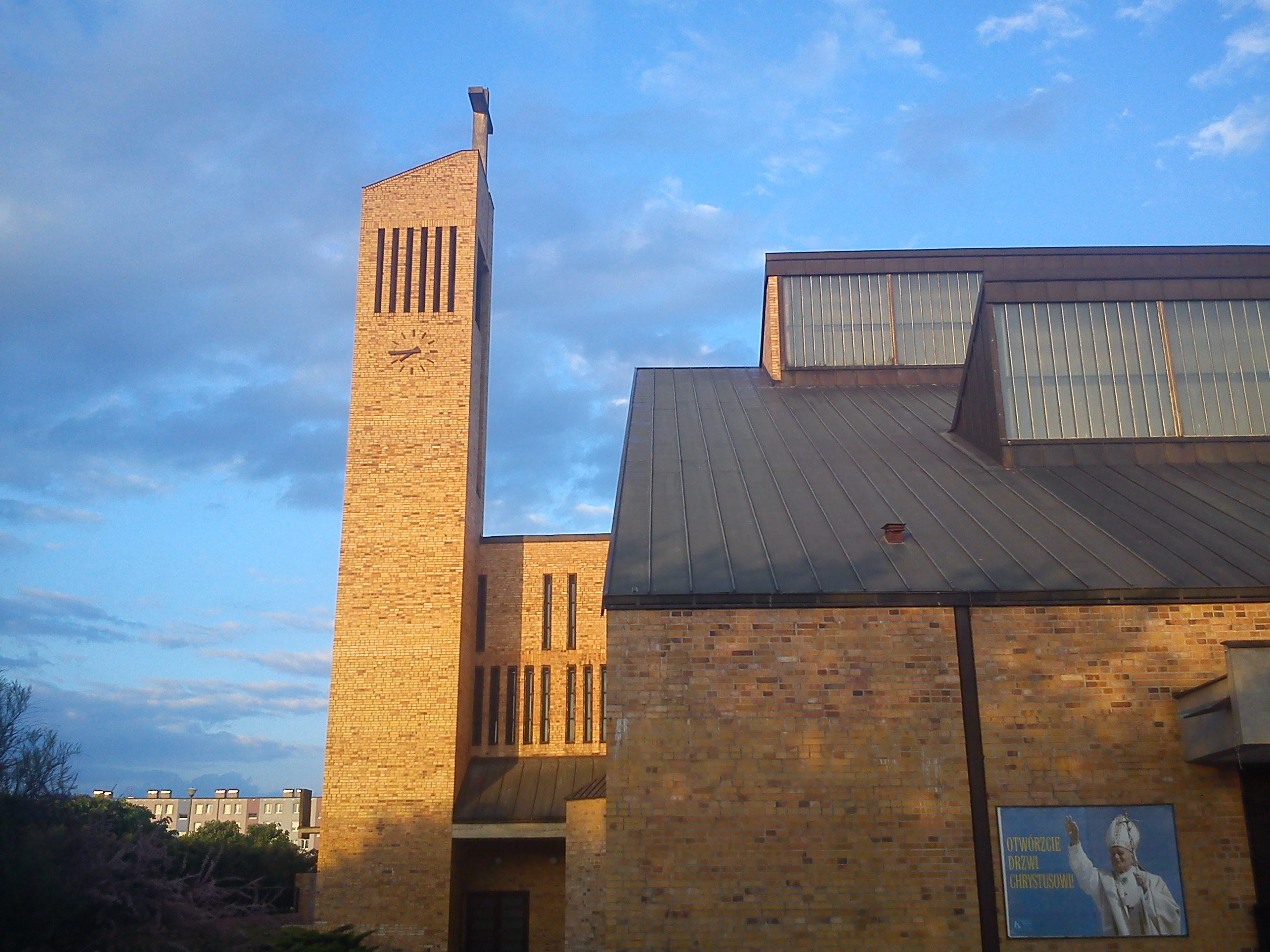
Widok od zachodu

Parafię wydzielono z parafii przy kościele św. Jana Bosko w dniu 4 grudnia 1983. Pierwszym proboszczem był tu ks. Czesław Liczbański i on też rozpoczął budowę świątyni.
Kościół, ukończony w 1993, jest budowlą wielobryłową, z licznymi korespondującymi z sobą częściami – pawilonami. Olicowany jednolicie jasną cegłą, stanowi kontrast dla otaczających go wysokich bloków z wielkiej płyty. Wewnątrz założenia znajduje się wirydarz obsadzony roślinnością, w tym krzewami i drzewami. Część elewacji porasta wielobarwny bluszcz. Elementem wertykalnym jest wieża zwieńczona krzyżem, dominująca nad całością.
Autorem projektu kościoła był Witold Milewski (Miastoprojekt Poznań), a kierownikiem budowy – Stefan Tomkowiak (zamieszkały wtedy na terenie parafii). Wystrój wewnętrzny – polichromię na ścianie ołtarzowej, zaprojektował prof. Jacek Strzelecki z ówczesnej Akademii Sztuk Pięknych (Uniwersytet Artystyczny).

## Misje święte
Misje święte odbyły się w dniach:
- 4-11 czerwca 2000, księża Filipini z Gostynia,
- 16-23 maja 2010, ojcowie Oblaci z Poznania[1].
- 10-17 października 2021, ojcowie Oblaci z Poznania[1]